# Robert Wald
Robert Manuel Wald (Nova Iorque, 29 de junho de 1947) é um físico estadunidense, especialista em relatividade geral e termodinâmica de buracos negros. Filho do matemático e estatístico Abraham Wald. Seus pais morreram em um acidente aéreo quando ele tinha três anos de idade. É autor do livro-texto de graduação General Relativity. Wald é professor do Instituto Enrico Fermi e da Universidade de Chicago.
Wald publicou mais de 100 artigos científicos sobre relatividade geral e teoria quântica de campos em espaço-tempo curvo, muitos dos quais foram citados por centenas de artigos subsequentes. Contribui na área da teoria quântica dos campos locais.

## Livros
- Wald, Robert M. (1992) [1977]. Space, Time, and Gravity: The Theory of the Big Bang and Black Holes 2nd ed. Chicago: University of Chicago Press. ISBN 0-226-87029-4. Consultado em 6 de abril de 2017
- Wald, Robert M. (1984). General Relativity. Chicago: Univ. of Chicago Press. ISBN 0-226-87033-2
- Wald, Robert M. (1994). Quantum Field Theory in Curved Spacetime and Black Hole Thermodynamics. Col: Chicago Lectures in Physics. Chicago: The University of Chicago Press. ISBN 0-226-87027-8. Consultado em 6 de abril de 2017
- Wald, Robert M., ed. (1998). Black Holes and Relativistic Stars. Chicago: University of Chicago Press. ISBN 0-226-87035-9. Consultado em 6 de abril de 2017